# Demente (serie de televisión)
Demente es una serie de televisión mexicana que se estrenaro a partir del 16 de febrero de 2009 por Azteca 7 a las 23:00 horas, que se compone de 16 capítulos con fuerte dosis de intriga y suspenso. Creada por Alejandro Rodríguez (creador de la serie: “Lo que la gente cuenta”). El guion está a cargo de Armando Gracia, José Ramón Menéndez y David Mascareño.

## Sinopsis
Este thriller proyectara en pantalla historias de asesinatos con un buen terror psicológico. Las historias expuestas en cada episodio están relacionados con sucesos publicados en internet o en diarios, especializados en nota roja y con diferentes matices de homicidas, mujeres, viejitas, enfermos sexuales, payasos, asesinos seriales, tráfico de órganos, drogas, secuestros e infidelidades, entre otros.

## Reparto
- Claudia Álvarez
- Gabriela Hassel
- Sebastián Moncayo
- Manuel Sevilla

## Episodios

### Primera temporada
| N.º | Título                    | Dirigido por        | Escrito por                      | Fecha de emisión original |
| --- | ------------------------- | ------------------- | -------------------------------- | ------------------------- |
| 1 | «El chillar de las ratas» | Alejandro Rodríguez | Armando Gracia                   | 16 de febrero de 2009     |
| Todo comienza con la desaparición de un niño de la colonia y la misteriosa aparición de un camper de circo y un siniestro payaso que lo habita. Chema y Hugo tienen suficientes razones para creer que este personaje es el responsable de la desaparición del niño y deciden entrar a su vehículo para probarlo. En ese lugar tienen un encuentro fatal con el payaso, que amenaza a los amigos. Y todo termina en tragedia cuando únicamente Chema logra escapar de sus garras... nadie vuelve a ver a Hugo. Veinte años después, Chema aún no supera el encuentro. Es depresivo y paranoico y cada año recuerda la desaparición de su amigo haciendo marcas en el lugar donde lo vio por última vez. Esta situación le ha traído problemas con su esposa Hilda y su hijo, David, a quien su padre le prohíbe salir a jugar a la calle. Chema manda lejos a su esposa e hijo, pero eso no impide que el payaso los encuentre y los capture. En un enfrentamiento final, el payaso revela ser Hugo quien cuenta su historia: después del abandono de Chema, el payaso lo mantuvo vivo, abusando de él en todos los sentidos. Sin embargo un día pudo escapar después de matar a su captor... pero Hugo ya no era el mismo, Traumatizado por la experiencia asumió la personalidad del payaso y ahora desea vengarse del «amigo» que lo abandonó. Chema logra vencerlo y matarlo, no sin antes pedirle perdón por su cobardía… Chema vuelve con su familia, pero sabe que el fantasma de aquel día de su juventud lo atormentará siempre. |                           |                     |                                  |                           |
| 2 | «Paranoia»                | Alejandro Rodríguez | David Mascareño y Armando Gracia | 23 de febrero de 2009     |
| 3 | «Coincidencias»           | Alejandro Rodríguez | David Mascareño                  | 2 de marzo de 2009        |
| Sara y su marido Santiago se acaban de cambiar de casa en busca de un mejor espacio para vivir y para, en un futuro cercano, criar una familia. Pero pronto se topan con que la tranquila zona residencial, en realidad sufre de un súbito conato de violencia, pues desde hace apenas unas semanas se han suscitado varias violaciones a mujeres jóvenes. Ahora Sara se involucrará en este hecho solo para darse cuenta de que la atañe mucho más de lo que ella pensaba. |                           |                     |                                  |                           |

- Datos: Q5802098